# Tripterygion tartessicum
Tripterygion tartessicum is een straalvinnige vissensoort uit de familie van drievinslijmvissen (Tripterygiidae). De wetenschappelijke naam van de soort is voor het eerst geldig gepubliceerd in 2007 door Carreras-Carbonell, Pascual & Macpherson.